# James Tomkins (Ruderer)
James Bruce Tomkins OAM (* 19. August 1965 in Sydney) ist ein australischer Ruderer. Mit drei Olympiasiegen und sieben Weltmeistertiteln in den Bootsklassen Zweier ohne Steuermann, Zweier mit Steuermann, Vierer ohne Steuermann, Vierer mit Steuermann und Achter ist er der erfolgreichste Ruderer Australiens.

## Biografie
Der 2 Meter große Tomkins begann im Alter von 14 Jahren mit dem Rudern und gehörte bald zu den herausragenden Athleten seiner Schule, der Carey Baptist Grammar School in Melbourne. Ab 1985 gehörte er der australischen Achter-Nationalmannschaft an. Mit dieser gewann er 1986 in Nottingham seinen ersten Weltmeistertitel, bei den Olympischen Sommerspielen 1988 in Seoul wurde er Fünfter.
1990 begann er im Vierer ohne Steuermann zu rudern. In dieser Disziplin gewann er zwei Goldmedaillen bei Weltmeisterschaften (1990 auf dem Lake Barrington in Tasmanien, 1991 in Wien). Zusammen mit Andrew Cooper, Nicholas Green und Michael McKay gewann er auch das Rennen bei den Olympischen Sommerspielen 1992 in Barcelona und wurde erstmals Olympiasieger. Diesen Erfolg wiederholte er vier Jahre später in Atlanta (wobei Drew Ginn Andrew Cooper ersetzte).
1998 gewann Tomkins auf dem Fühlinger See bei Köln zwei Weltmeistertitel, im Vierer mit Steuermann und im Zweier mit Steuermann (zusammen mit Nicholas Green). 1999 unterlag Tomkins’ Vierer in den australischen Qualifikationswettbewerben. Er konzentrierte sich deshalb auf den Zweier ohne Steuermann und schloss sich mit Drew Ginn zusammen, mit dem er im selben Jahr in St. Catharines Weltmeister wurde.
Tomkins und Ginn planten, an den Olympischen Sommerspielen 2000 in Sydney teilzunehmen, doch Ginn verletzte sich am Rücken und musste vorübergehend eine Pause einlegen. Mit Matthew Long als Ersatzmann wurde Tomkins im olympischen Rennen Dritter, nur 1,3 Sekunden hinter den Siegern. 2001 war er in den USA während einer Saison als Trainer tätig. Wieder mit Ginn als Ruderpartner, erreichte Tomkins bei der Weltmeisterschaft 2002 in Sevilla den vierten Platz und holte ein Jahr später in Mailand den sechsten Weltmeistertitel. Bei den Olympischen Sommerspielen 2004 in Athen gelang Tomkins der dritte Olympiasieg, er stand damit als erfolgreichster australischer Ruderer aller Zeiten fest.
Als Mitglied des australischen Achters erreichte Tomkins bei der Weltmeisterschaft 2007 auf der Regattastrecke Oberschleißheim den achten Platz (2. im B-Finale hinter der Volksrepublik China) und qualifizierte sich im darauf folgenden Jahr für die Olympischen Sommerspiele 2008 in Peking. Dort repräsentierte er Australien bei der Eröffnungsfeier als Fahnenträger. Der australische Achter kam über eine gute Leistung in Vor- und Hoffnungslauf ins olympische Finale. Dort kam er jedoch über den sechsten Platz nicht hinaus.
Im August 2012 wurde Tomkins für eine Dauer von acht Jahren in die Athletenkommission des IOC gewählt.
Für seine Verdienste um den Rudersport wurde er 1987 mit der Medaille des Order of Australia ausgezeichnet. 2012 wurde er in die Sport Australia Hall of Fame aufgenommen.